# EMUI
EMUI (dříve Emotion UI, od roku 2019 Magic UI na telefonech Honor) byl mobilní operační systém vyvinutý čínskou technologickou společností Huawei. Firma Huawei odvodila EMUI od Androidu a byl používán v jejich chytrých telefonech a tabletech. EMUI byl používán v Číně a od roku 2020 i na mezinárodní úrovni, kde kvůli americkým sankcím mobilní služby Huawei nahrazovaly mobilní služby Google (například AppGallery). Nástupcem je HarmonyOS.

## Historie verzí
| Verze                 | Verze Android/HarmonyOS                              | Rok vydání | Poslední verze |
| --------------------- | ---------------------------------------------------- | ---------- | -------------- |
| Emotion UI 1.x        | Android 2.3 - 4.3                                    | 2012       | 1.6            |
| Emotion UI 2.x        | Android 4.2 - 4.4                                    | 2013       | 2.3            |
| EMUI 3.x              | Android 4.4 - 5.1                                    | 2014       | 3.1            |
| EMUI 4.x              | Android Marshmallow (6.x)                            | 2015       | 4.1            |
| EMUI 5.x              | Android Nougat (7.x)                                 | 2016       | 5.1.1          |
| EMUI 8.x              | Android Oreo (8.x)                                   | 2017       | 8.2            |
| EMUI 9.x MagicUI 2.x  | Android Pie (9)                                      | 2018       | 9.1            |
| EMUI 10.x MagicUI 3.x | Android 10                                           | 2019       | 10.1           |
| EMUI 11.x MagicUI 4.x | Android 10 nebo Android 11 pro MagicUI 4.2           | 2020       | 11             |
| EMUI 12.x MagicUI 5.x | Mikrokernel HarmonyOS nebo AOSP (Android 10 nebo 11) | 2021       | 12             |